# Berlaar-Heikant
Berlaar-Heikant een gehucht in de Belgische gemeente Berlaar. De dorpskern ligt in het zuiden van Berlaar, aan de drukke gewestweg N10 Lier-Aarschot. 

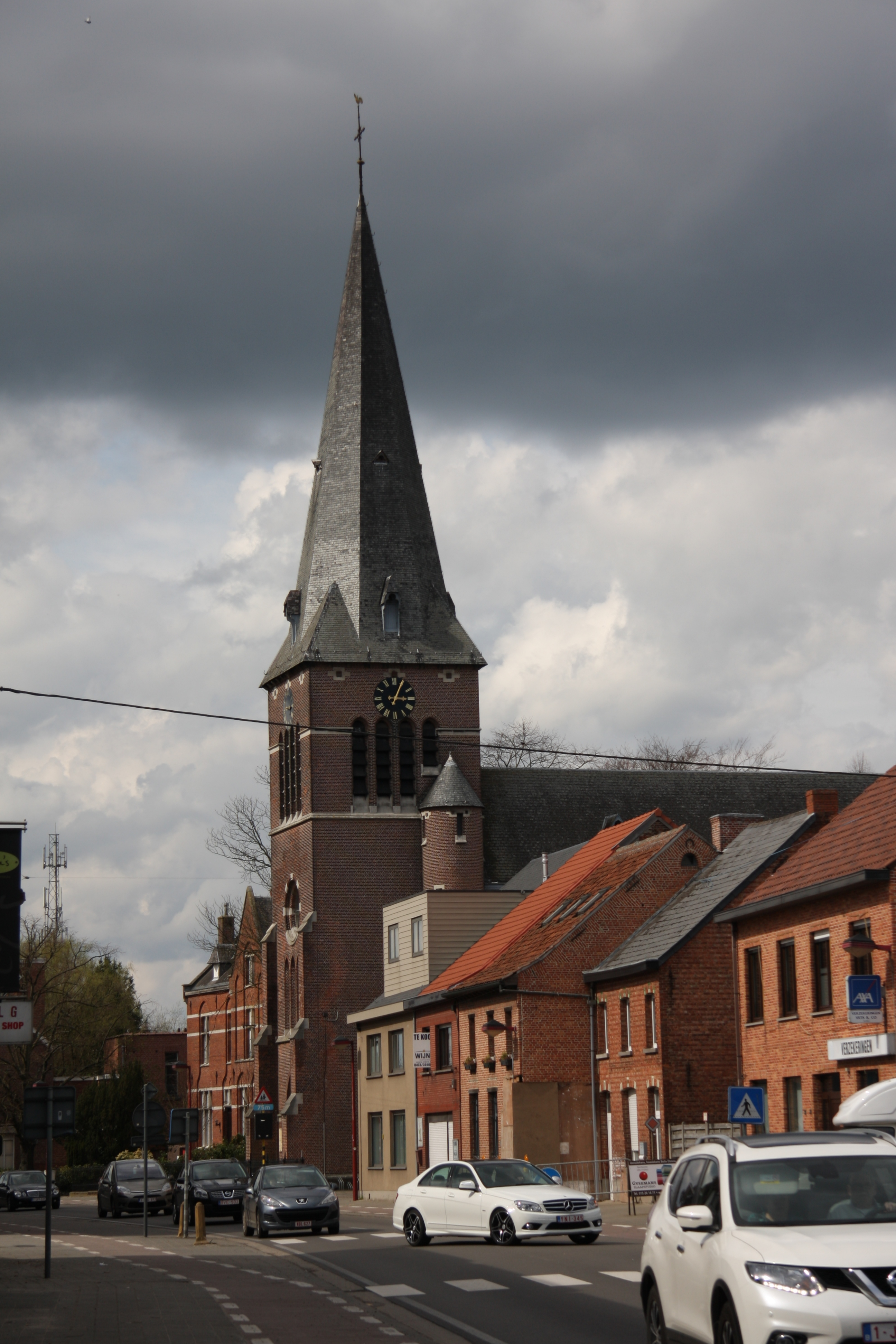
Sint-Rumolduskerk

## Bezienswaardigheden
- De Sint-Rumolduskerk
- De Mariagrot

## Sport
- Tafeltennisclub TTC Heikant
- Voetbalclub FC Berlaar-Heikant is aangesloten bij de KBVB en actief in de provinciale reeksen.
- Rope Skippingclub JumpXtreme

## Bekende inwoners
- Laura Omloop, kandidaat Junior Eurovisiesongfestival 2009

## Nabijgelegen kernen
Heist-Station, Beerzel, Putte, Koningshooikt, Berlaar